# Pietro da Celano
Pietro Berardi, noto come Pietro da Celano (o di Celano) per il possesso della contea di Celano (1150 circa – agosto o settembre 1212), è stato un nobile italiano, conte di Albe, Celano e Civitate, signore di Vairano e Venere, capitano e gran giustiziere della Puglia, della Terra di Lavoro e del Regno di Sicilia.

## Biografia
Figlio di Berardo Berardi, conte di Albe e dei Marsi, a sua volta figlio di Crescenzio (conte dei Marsi dal 1090 al 1135), nacque intorno al 1150. Già signore di Venere, intorno al 1170 fu investito della contea di Albe, appartenuta prima del governo di Ruggero de Ollia (Rogerio de Albe) al padre Berardo, e sotto il re del Regno di Sicilia Guglielmo II d'Altavilla, detto "il Buono", acquistò la contea di Celano, tenuta in passato dalla sua famiglia.
Dopo la morte del detto re, si può intravedere in lui un primo vero tentativo di ritagliarsi un ruolo chiave nelle politiche militari del suo tempo: alla discesa in Italia dell'imperatore Enrico VI di Svevia, lo appoggiò contro il re Tancredi d'Altavilla. Alla morte di quest'ultimo, partecipò ad alcuni eventi di rilievo, tra cui il processo contro i sovrani Guglielmo III d'Altavilla e Sibilla di Medania e la Dieta pasquale di Bari.
Dopo il decesso dell'imperatore, rimase nelle grazie della consorte Costanza d'Altavilla e l'aiutò a fronteggiare il condottiero Marcovaldo di Annweiler. Tuttavia quando questi gli cedette la signoria di Vairano, si schierò dalla sua parte contro la regina e il papa Innocenzo III, il quale, per riportarlo nelle loro file, gli offrì 1 500 once, con la promessa di contrastare l'avanzata di Marcovaldo nei territori circostanti le abbazie di Montecassino e San Germano.
L'improvvisa cattura in Terra di Lavoro di Diopoldo di Schweinspeunt da parte di Guglielmo di Lauro, conte di Caserta, avvenuta nel 1199, spinse Marcovaldo a riconsiderare le proprie mire espansionistiche in Sicilia. Pietro Berardi ne approfittò per consolidare i propri territori ed ottenne l'investimento della contea di Civitate, sita in Capitanata, che gli permise per un breve tempo (il conte di Chieti Ruggero di Teate reclamò i propri diritti sulla contea) di imporre il proprio dominio fino alla costa adriatica.
Nel mese di marzo 1200 Diopoldo di Schweinspeunt, nonostante l'assenza del proprio comandante, decise di far proseguire l'avanzata dell'esercito tedesco in Abruzzo, spingendosi fino al territorio di Venafro, feudo ubicato vicino ai possedimenti di Pietro Berardi, che, vistosi minacciato, decise di affrontarlo. Tuttavia i relativi scontri volsero tutti a suo sfavore (in particolare suo figlio Berardo fu catturato ed imprigionato a Rocca d'Arce). Solo l'improvvisa entrata in scena di Gualtieri di Brienne, condottiero francese di grande esperienza militare, alleatosi col papa, capovolse l'esito dei conflitti: il 23 giugno 1201 Pietro riuscì a sconfiggere Diopoldo a Venafro e a sottomettere il contado di Molise, che entrò a pieno diritto nei propri possedimenti grazie poi al matrimonio di suo figlio Tommaso con Giuditta di Molise. Con il contado di Molise e le contee di Albe e Celano riunificate, Pietro aveva sotto il suo dominio il più vasto Stato feudale posto nella parte settentrionale del Regno di Sicilia, al confine con lo Stato Pontificio, che gli permetteva di governare in maniera indipendente, sia in chiave di politica estera che interna. A tale potenza si aggiunse inoltre la seguente convalida del titolo di gran giustiziere della Puglia e della Terra di Lavoro da parte del papa.
Il ritorno di Marcovaldo di Annweiler e del cognato di Pietro, Gualtiero di Palearia, volto ad organizzare una controffensiva a Gualtieri di Brienne, tirò Pietro dalla loro parte e lo portò alla perdita del titolo di gran giustiziere. Uno scontro tra le due parti si ebbe il 22 ottobre 1201 con la battaglia di Canne, che vide la vittoria di Gualtieri di Brienne e la cattura di Pietro Berardi, che verrà rilasciato poco dopo. Ciò portò Gualtiero di Palearia a cambiare partito e Pietro Berardi ad attaccare insieme a Jacopo Sanseverino alcuni feudi di Diopoldo di Schweinspeunt, tra cui Alife, e a riottenere la carica di gran giustiziere. I successivi avvenimenti videro la morte di Gualtieri di Brienne, la riconciliazione di Diopoldo di Schweinspeunt con il papa e l'ottenimento della città di Capua da parte di Pietro Berardi a scapito di Riccardo dell'Aquila, conte di Fondi, che in tal modo estese i suoi domini fino alla Terra di Lavoro.
Nel triennio 1209-1211 Pietro si alleò insieme a Diopoldo con l'imperatore Ottone IV di Brunswick per contrastare la politica antifeudale di Federico II di Svevia. Ottone IV, per garantirsi la sua entrata nel reame, potenziò la carica di giustiziere esercitata da Pietro, che divenne così capitano e gran giustiziere del Regno di Sicilia, e gli concesse la Marca Anconitana, permettendogli in tal modo di raggiungere l'apice della sua carriera politico-militare. Tuttavia l'improvvisa morte di Pietro, avvenuta nell'agosto o nel settembre 1212, pose fine alla sua supremazia, che non venne mantenuta a lungo dai suoi discendenti.

## Discendenza
Pietro Berardi si sposò con la sorella di Gualtiero di Palearia, il cui nome è ignoto, dalla quale ebbe cinque figli e tre figlie:
- Berardo, figlio primogenito, morto in giovane età, che aveva sposato nel 1201 Margherita di Montbéliard, nipote di Gualtieri di Brienne[1];
- Tommaso, conte di Albe, Celano e Molise, il quale sposò Giuditta di Molise, figlia di Ruggero ed ultima discendente della famiglia Molise[2];
- Rainaldo, cardinale ed arcivescovo di Capua[2];
- Riccardo, conte di Celano, morto in giovane età nel 1221[2];
- Pietro, di cui si hanno scarse notizie[2];
- Rogasiata, andata in sposa nel 1189 a Giovanni Conti di Ceccano, parente di papa Innocenzo III[1];
- Stefania, la quale sposò Corrado di Schweinspeunt, figlio di Diopoldo[1];
- un'altra figlia, della quale non se ne conosce il nome, andata in sposa a Rinaldo d'Anversa[1].